# DoCo
DoCo（どこ）は、テレビアニメ作品『らんま1/2』から生まれた女性メインキャラ5人の声優ユニットである。

## 概要
アニメの企画アルバム『乱馬的企画音盤』を作るにあたり、1990年頃結成。このユニット名は当時、このアニメの主題歌を担当していたアイドルグループCoCoをもじったものであり、由来は「Cの次がDだから」と本作の登場人物、響良牙の名台詞「ここはどこだ」⇒「CoCoはDoCoだ」からきている。アニメのオープニング・エンディングで使われた『EQUALロマンス』、『思い出がいっぱい』のカヴァーやOVAの主題歌を担当した。
『思い出がいっぱい』に関しては乱馬的企画音盤II～IVにそれぞれ収録されているが、シャンプーのパートが声を担当した佐久間レイの地声であったり、女らんまのパートを乱馬（男）担当の山口勝平に変わっているなど、収録アルバムによって若干の違いがある。
アニメ放映終了後もこのアニメのイベントに出演するなどしていたが、1994年にアルバム「らんま1/2 DoCo Second」をリリース後、事実上解散。これ以降、メンバーがユニット単位で表に出ることはなくなったが、関連企画アルバムとして「らんま1/2 DoCoオリジナルカラオケ」が、映像企画として「らんま1/2 DoCoミュージックビデオ」が1995年にそれぞれリリースされている。
北米版のDVDではDoCo U.S.A.なるユニットが英語の替え歌で歌唱している事がある。

## メンバー
林原めぐみ
担当：女らんま
日髙のり子
担当：天道あかね
佐久間レイ
担当：シャンプー
高山みなみ
担当：天道なびき
井上喜久子
担当：天道かすみ

## CD
- 乱馬的企画音盤II らんま1/2 歌暦（平成3年度版）（1990年）
- らんま1/2シングル企画 思い出がいっぱい（1991年）
- 乱馬的企画音盤III らんま1/2 DoCoファースト（1991年）
- 乱馬的企画音盤IV らんま1/2 格闘歌かるた（1991年）
- らんま1/2 DoCo Second（1994年）
- らんま1/2 DoCoオリジナルカラオケ（1995年）

## カセットテープ
- 乱馬的企画音盤II らんま1/2 歌暦（平成3年度版）（1990年）
- 乱馬的企画音盤III らんま1/2 DoCoファースト（1991年）
- 乱馬的企画音盤IV らんま1/2 格闘歌かるた（1991年）
- らんま1/2 DoCoボイステープ「超無差別記者会見」（1994年。学研アニメディア9月号応募者全員サービス非売品）

## ビデオ
- らんま1/2 OVA第2巻（1993年）
- らんま1/2 DoCoミュージックビデオ（1995年）

## DVD
- らんま1/2 OVAシリーズVol.1（2001年。No.2「天道家すくらんぶるクリスマス」内）